# 阿斯科伊蒂亚
阿斯科伊蒂亚（西班牙語：Azcoitia）是西班牙巴斯克自治区吉普斯夸省的一个市镇。总面积55平方公里，总人口10272人（2001年），人口密度187人/平方公里。